# Молдова 2
Молдова 2 (или Moldova 2) е втори обществен телевизионен канал в Молдова. Собственост на Радио и телевизия Молдова. Стартира през 2016 г. Излъчва повторения на Молдова 1 и директни предавания от спортни събития, като Летните олимпийски игри и Европейското първенство по футбол.

## Логотипи
- Лого през 2016–2018 г.